# Lars Iyer
Lars Iyer (* 2. Mai 1970 in London) ist ein britischer Schriftsteller und Philosoph.

## Leben
Lars Iyer wurde in West-London geboren und wuchs im Thames Valley auf. Er studierte und promovierte in Philosophie. Nachdem er an der Manchester Metropolitan University und der University of Hertfordshire lehrte, ist Iyer aktuell Dozent an der Newcastle University. Mit zwei Werken über den französischen Schriftsteller Maurice Blanchot debütierte Iyer als Autor. Sein schriftstellerisches Debüt gab er 2011 mit der Kurznovelle Spurious, die den Auftakt einer Trilogie gab, die nach Dogma 2012 ihren Abschluss 2013 in Exodus fand. Für den Roman Exodus war er 2013 für den Goldsmiths Prize nominiert.

## Werke (Auswahl)
Romane
- Spurious. Melville House Publ., Brooklyn, NY 2011.
- Dogma. Melville House Publ., Brooklyn, NY 2012.
- Exodus. Melville House Publ., Brooklyn, NY 2013.
- Wittgenstein Jr. United Kingdom Melville House, 2014.

Sachbücher
- Blanchot's Communism. Palgrave Macmillan, Basingstoke u. a. 2004, ISBN 1-4039-2168-7.
- Blanchot's Vigilance: Literature, Phenomenology and the Ethical. Palgrave Macmillan, Basingstoke u. a. 2005, ISBN 1-4039-3927-6.